# Johan Wilhelm Henric Elies

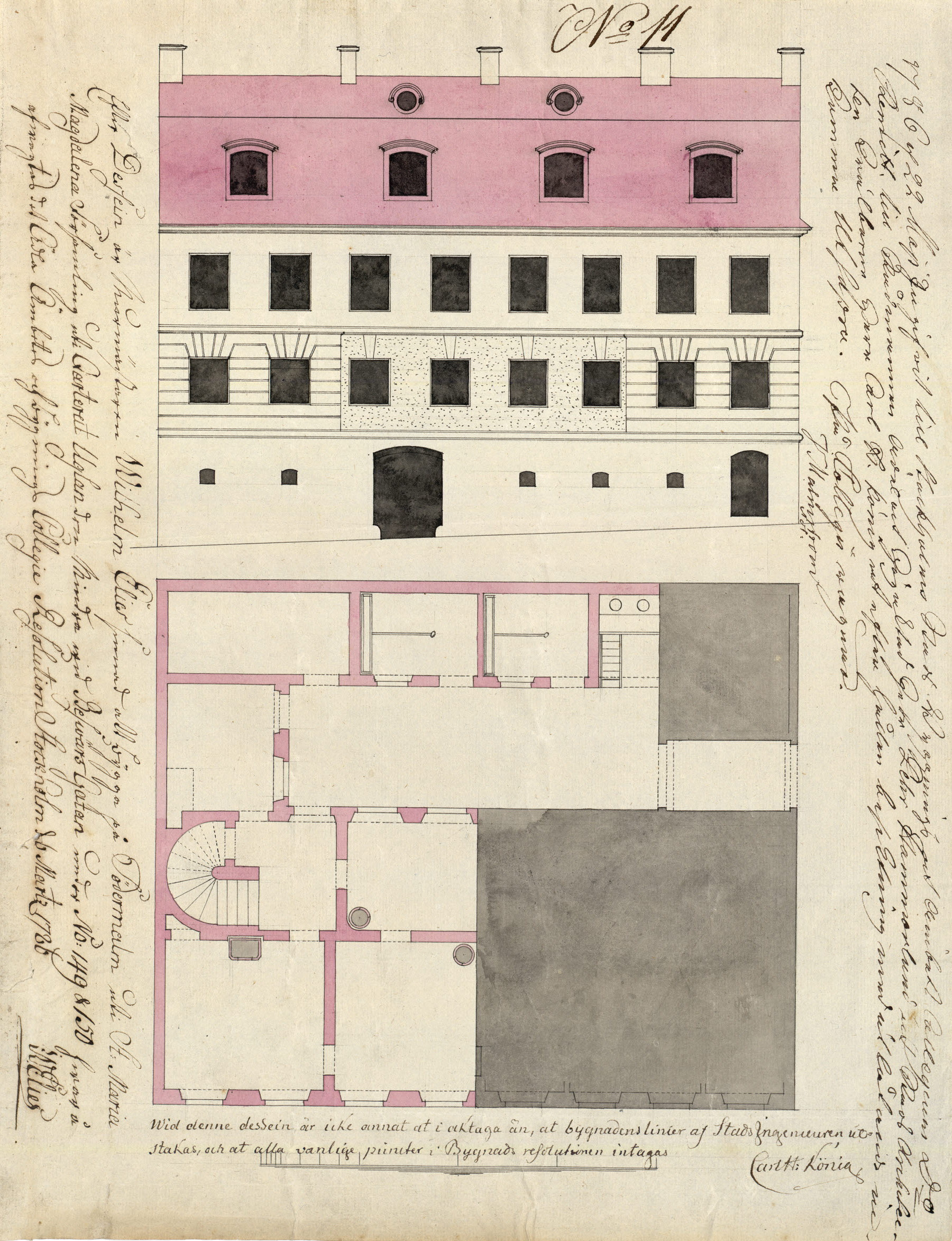
Elies bostadshus i kvarteret Ugglan mindre, ritning från 1786.

Johan Wilhelm Henric Elies, född 1739, död 24 september 1789, var en svensk murmästare och arkitekt.

## Biografi
Elies hörde till en grupp hantverksmän av  tysk härkomst som kom till Stockholm på 1600- och 1700-talen. Bland dem märks Gabriel August Zincke, Andreas Fischer, Casper Christian Friese och dennes bror Johan Wilhelm Friese. Elies blev antagen i Murmestare Embetet år 1768 och uppförde 32 nybyggnader i Stockholm, bland annat i kvarteren Svalgången och Ormen mindre på Södermalm, där Mariabranden 1759 förstört den tidigare trähusbebyggelsen. 
Framgångsrika näringsidkare och välbeställda borgare hörde till hans beställare. Sin egen bostad byggde han 1768 i kvarteret Ugglan mindre vid nuvarande Brännkyrkagatan 26. År 1786 förlängde han huset mot väster och gav hela byggnaden en enhetlig fasad. Till hans arbeten räknas även Wirwachs malmgård som han ritade och byggde 1771 samt en ombyggnad år 1779 av Joachim Kramers sockerbruk i kvarteret Rosendal, båda på Södermalm.

## Övrigt
I Stockholms stadsarkiv förvaras omkring 100 ritningar av J.W. Elies. De ingår i Stockholms stads byggnadsritningar, en samling av cirka 2,5 miljoner historiska byggnadsritningar, som år 2011 utsetts av Unesco till världsminne.

## Ritningar i urval

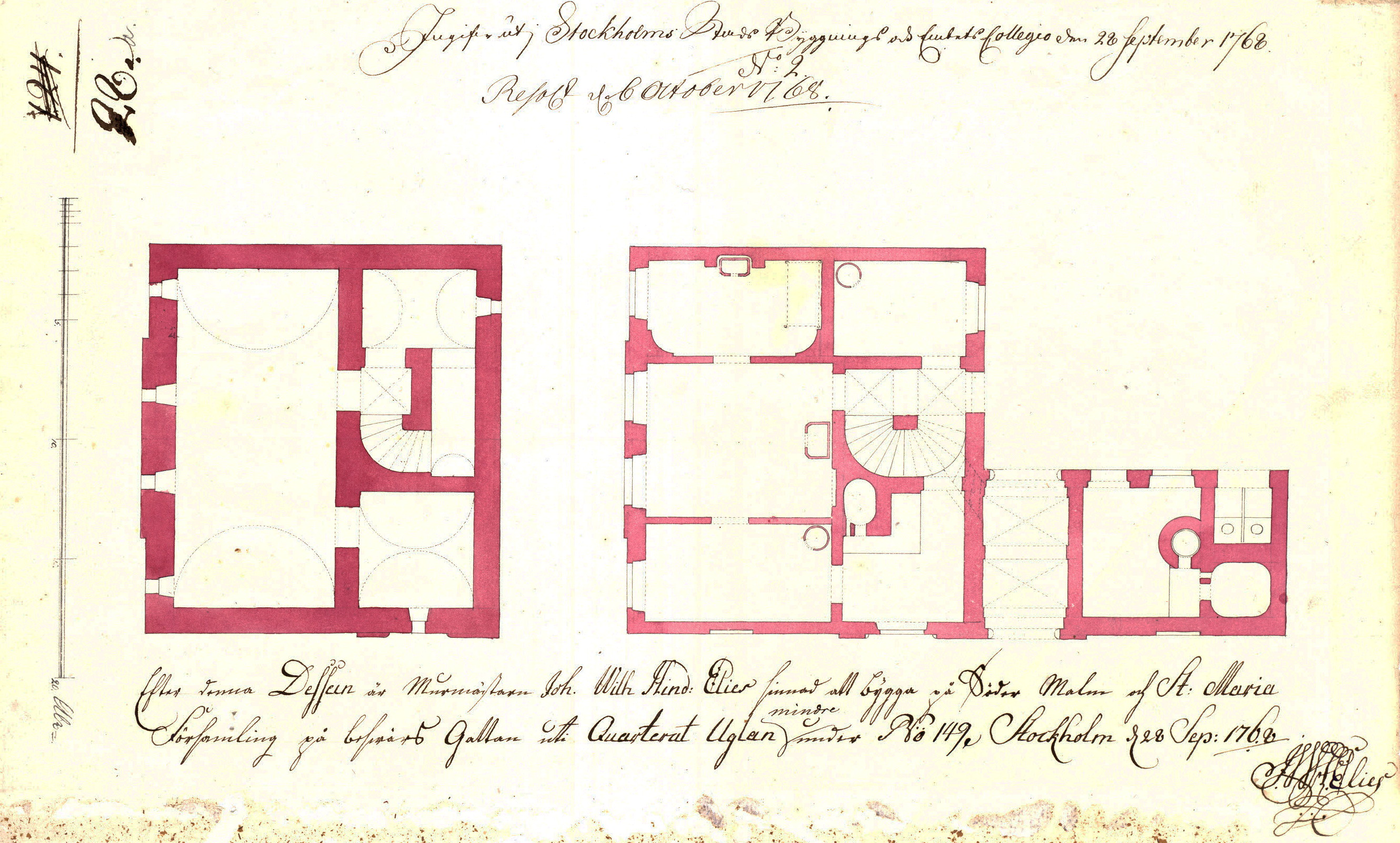
Nybyggnad i kvarteret Ugglan mindre, 1768.
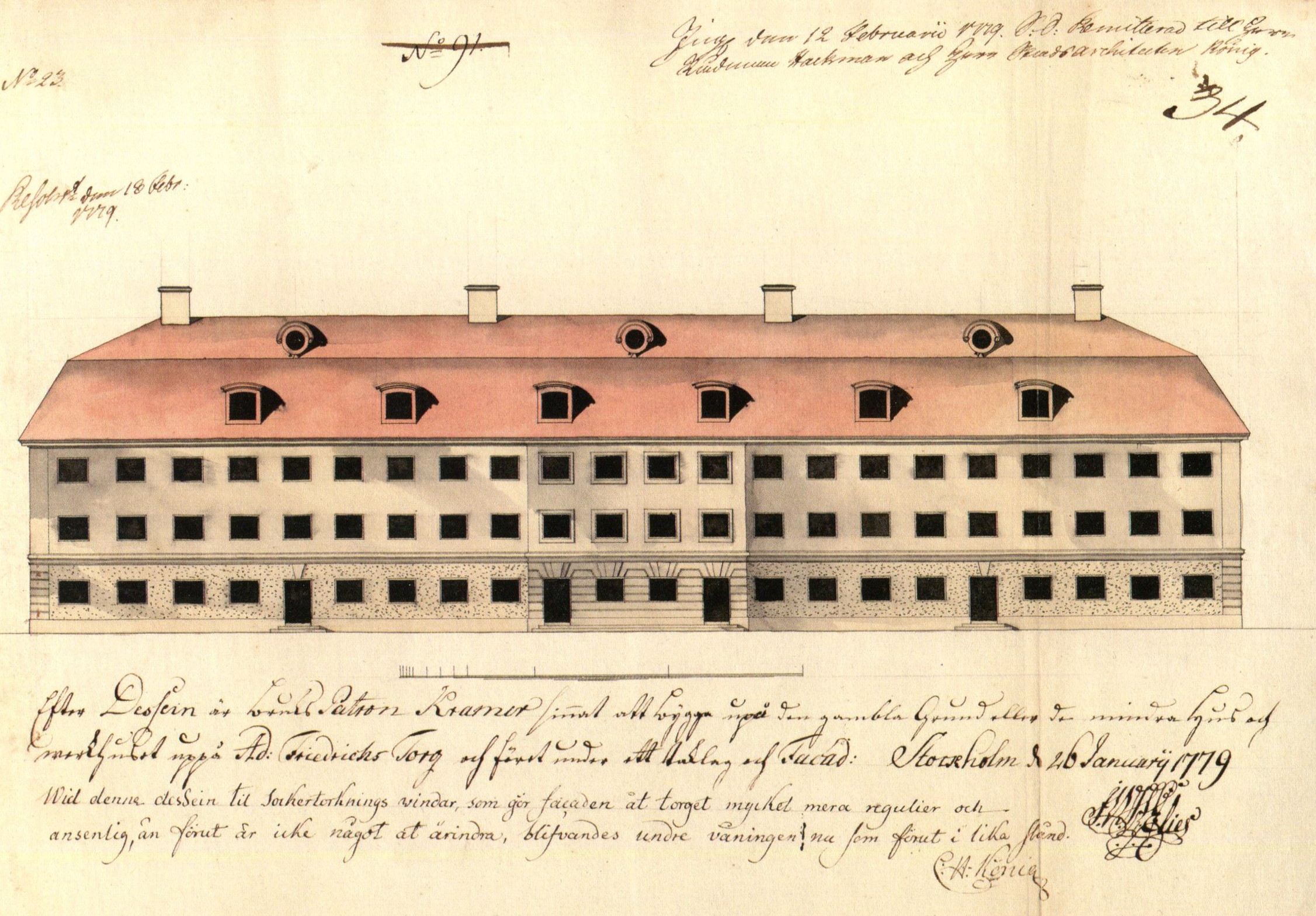
Ritning för Kramers sockerbruk 1779.
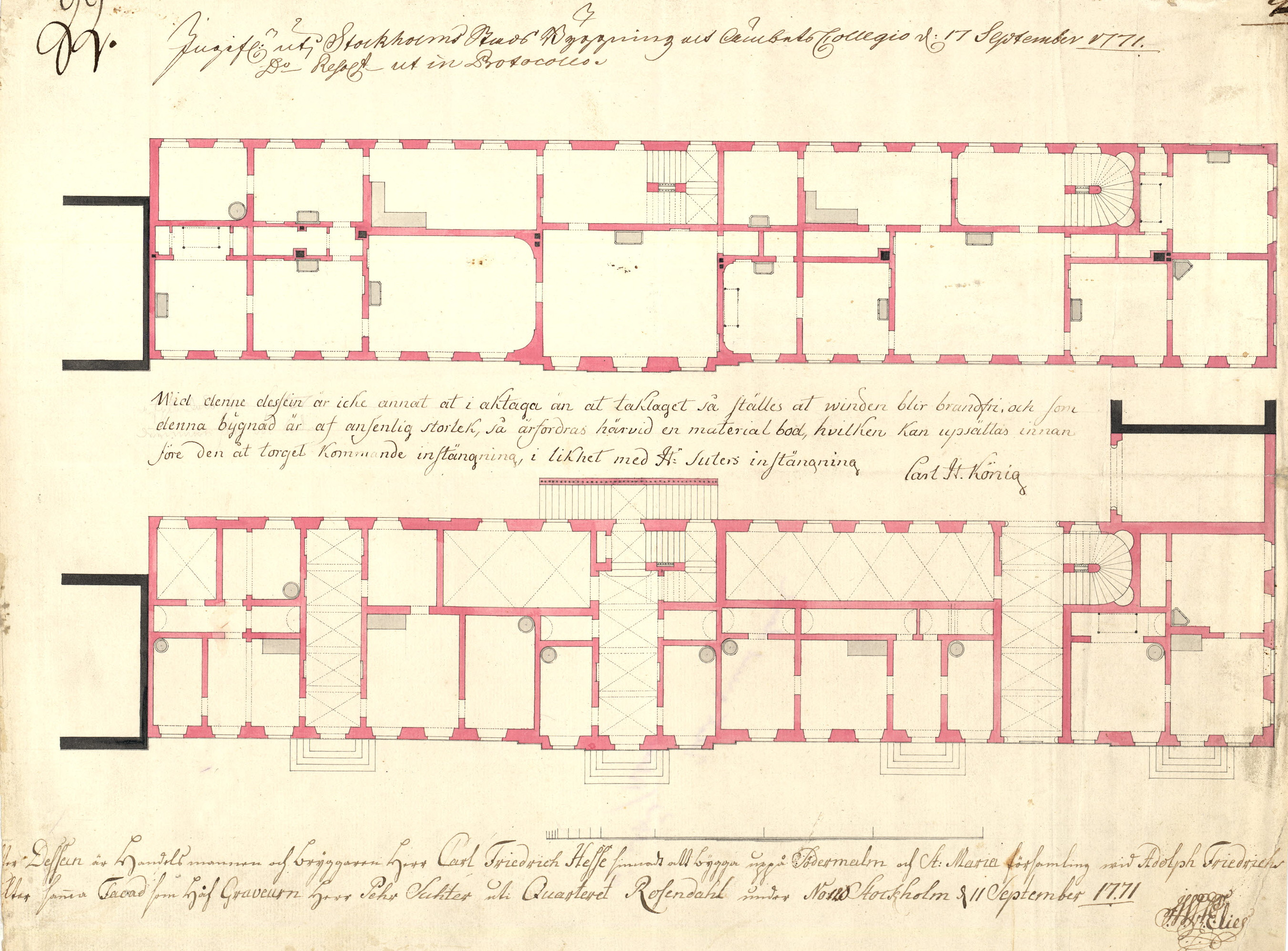
Ritning för bryggaren C.F. Hesse 1771.
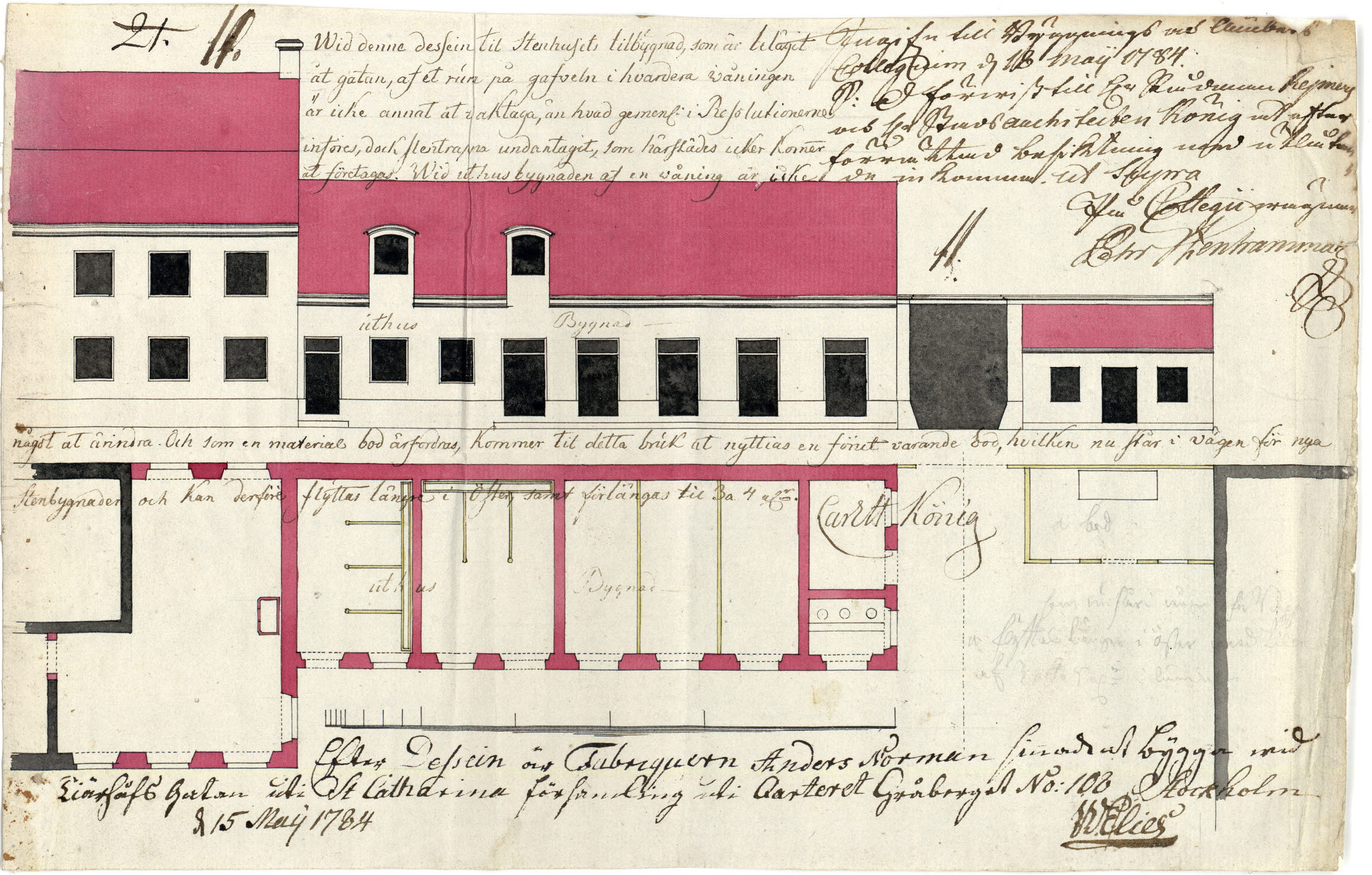
Ritning för fabrikören Norman, 1784.